# Brie-sous-Barbezieux
Brie-sous-Barbezieux ist eine französische Gemeinde mit 111 Einwohnern (Stand: 1. Januar 2022) im Département Charente. Sie gehört zum Arrondissement Cognac und zum Kanton Charente-Sud. 

## Geographie
Brie-sous-Barbezieux liegt etwa 29 Kilometer südsüdwestlich von Angoulême. Die Nachbargemeinden sind Saint-Aulais-la-Chapelle im Nordwesten und Norden, Bessac im Osten, Poullignac im Südosten und Süden, Berneuil im Südwesten sowie Challignac im Westen.

## Bevölkerungsentwicklung
| Jahr                       | 1962 | 1968 | 1975 | 1982 | 1990 | 1999 | 2006 | 2019 |
| -------------------------- | ---- | ---- | ---- | ---- | ---- | ---- | ---- | ---- |
| Einwohner                  | 150  | 156  | 143  | 146  | 145  | 124  | 114  | 137  |
| Quellen: Cassini und INSEE |      |      |      |      |      |      |      |      |

## Sehenswürdigkeiten
- Kirche Saint-Philippe-et-Saint-Jacques aus dem 12. Jahrhundert, Monument historique

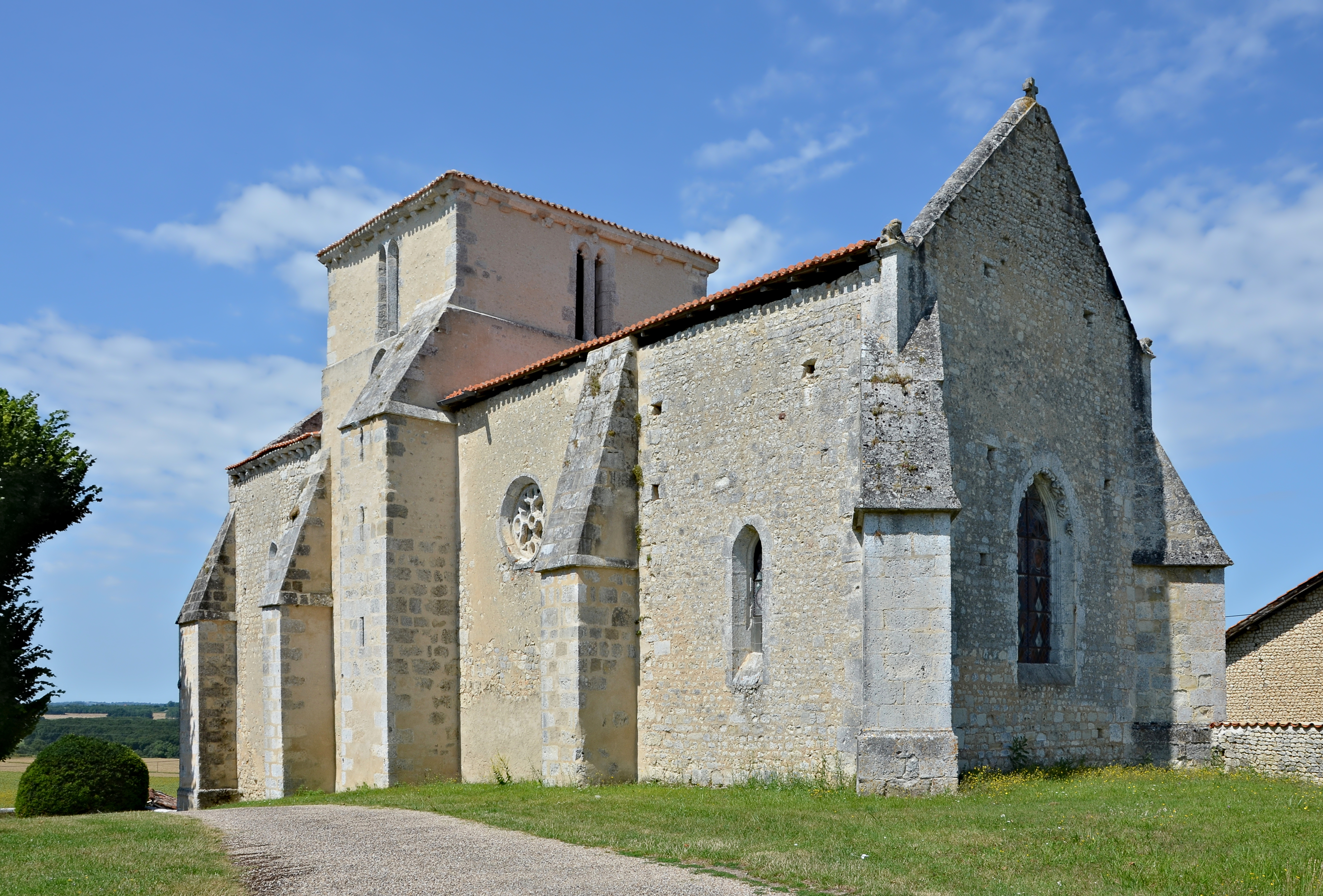
Kirche Saint-Philippe-et-Saint-Jacques